# Melita Adany
Melita Adany, hrvatska je športašica i rekorderka u ronjenju na dah.
Rođena je 1968. u Rijeci od oca Mađara i majke Hrvatice-Talijanke. Diplomirana učiteljica, trenutno upisala na DIF-u smjer športskog trenera ronjenja. Radi već 17 godina u talijanskoj Osnovnoj školi ”San Nicolo” u Rijeci.
Već 15 godina radi na širenju svijesti o potrebi obrazovanja ronioca na dah u Hrvatskoj.

## Ronilačka karijera
- 1993. - odlazi na tečaj CMAS
- 1996. - polaže za instruktoricu ronjenja na dah pri Apnea Academy na Sardiniji
- 1998. - postavlja prvi hrvatski rekord u ronjenju na dah u dubinu (CWT) – 40 m
- 1999. - jedini ženski član peteročlane mješovite ekipe koja odlazi na natjecanje u Bari Giochi dell mare. Ekipa osvaja 2. mjesto statika (STA)- 4:46, državni rekord
- 2000. - polaže za CMAS instruktoricu 2 *
- 2001. - tročlana ženska ekipa osvaja 5. mjesto na Svjetskom prvenstvu na Ibizi, i popravlja državni (CWT) rekord na 46 m
- 2002. - osvajačica Europskog kupa na jezeru u ženskoj konkurenciji
- 2003. - polaže ispit za instruktoricu plivanja i ronjenja monoperajom pri Apnea Academy
- 2003. - suosnivačica udruge AIDA Hrvatska
- 2004. - polaže za AIDA međunarodnu sutkinju
- 2005. – 2010. - sudila svjetske rekorde (Stephan Mifsud, Herbert Nitsch, Martin Stephanek]) svjetska prvenstva, međunarodna i nacionalna natjecanja, te nacionalne rekorde
- 21. travnja 2010. - izabrana za predsjednicu AIDA Hrvatska